# 穆萨·登贝莱 (1987年)
穆萨·西迪·亚雅·登贝莱（荷蘭語：Moussa Sidi Yaya Dembélé；1987年7月17日—），是一名已退役比利時足球運動員，擔任中場，曾效力英超球會熱刺，被公認為近代歐洲最好的全能中場之一。
他入選了比利時國奧隊參加2008年北京奧運，並在對中國國奧隊的賽事中打進一球，助比利時以2-0取勝。
在2022年2月8日，迪比利拒絕了廣州城的續約邀請，並宣佈會在履行剩餘合約後退役，以花更多時間陪伴家人。

## 榮譽
阿爾克馬爾
- 荷甲冠軍：2008/09年
- 荷蘭超級盃：2009年

### 國家隊
比利時
- 國際足總世界盃季軍：2018年

## 外部連結
- Mousa Dembélé at tottenhamhotspur.com
- 足球数据库：穆萨·登贝莱的球员统计数据
- 穆萨·登贝莱在 National-Football-Teams.com 上的出场纪录
- Belgium Stats （页面存档备份，存于） at Belgian FA
- ESPN Profile （页面存档备份，存于）